# 杜海林
杜海林（1917年—1986年），男，四川旺苍人，中华人民共和国军事人物，中国人民解放军少将，曾任新疆军区生产建设兵团副司令员，新疆军区后勤部部长，沈阳军区后勤部顾问。